# Громмерш, Анн
Анн Громмерш (фр. Anne Grommerch; 11 декабря 1970, Тьонвиль, Мозель, Франция — 15 апреля 2016, Люксембург) — французский политик.

## Политическая карьера
Избранная региональным советником от Лотарингии на выборах в марте 2010 года Анн Громмерш совмещала эту функцию с функцией депутата до региональных выборов 2015 года, во время которых она не баллотировалась.
В июль 2011 года, в то время отвечавшая за отчёт об «устойчивой семье» для UMP, она выступает за сохранение исключения гомосексуальных пар, «слишком непостоянных и легкомысленных, чтобы жениться и иметь детей». Этот отчёт принес ей титул «гомофобного депутата на срок полномочий» от ЛГБТ-коллектива Couleurs gaies. Ксавье Беттель, мэр Люксембурга, чья гомосексуальность известна, тем не менее появляется на её стороне во время законодательной кампании 2012 года.
После получения 53,07 % голосов во втором туре выборов в законодательные органы в июне 2012 года.
Член Национального собрания Франции от департамента Мозель. Член Союза за народное движение. С 2014 по 2016 год — мэр Тьонвиля.
Скончалась 15 апреля 2016 года после тяжёлой и продолжительной болезни — рака молочной железы.
Анн Громмерш, считалась либералкой, являлась членом социал-правых и была близка к Лорану Вокие, который утверждает, что принадлежит к «раскрепощённым» правым.